# Wimpole Hall
Wimpole Hall est un château anglais situé dans la paroisse de Wimpole, Cambridgeshire, Angleterre, à environ 8,5 milles au sud-ouest de Cambridge. Le château est construit sur Wimpole Estate, un grand domaine, qui outre la demeure commencée en 1640, est constitué de 3 000 acres de parcs et de terres agricoles appartenant au National Trust. Le domaine est régulièrement ouvert au public et a reçu plus de 335 000 visiteurs en 2019. Wimpole est le plus grand château anglais du Cambridgeshire.

## Histoire
Situé à proximité de la grande voie romaine d'Ermine Street, Wimpole est répertorié dans le Domesday Book de 1086. À cette époque, il existe un manoir entouré de douves situé dans un petit parc à daims de 81 hectares. Trois villages médiévaux se trouvent au nord et au sud de celui-ci : Bennall End, Thresham End et Green End.
Le domaine est détenu par la famille Chicheley pendant plus de 250 ans à partir de 1428, dont Henry Chichele, archevêque de Cantorbéry. L'homme politique Thomas Chicheley est le dernier membre de cette famille à détenir la maison, responsable de la « New House » (« nouvelle maison ») achevée en 1650. Il crée les jardins à la française et le paysage architectural. Il profite de la maison pendant 36 ans jusqu'à ce que, accablé par des problèmes financiers, il soit contraint de vendre à John Cutler. En 1689, celui-ci la donne comme contrat de mariage à sa fille Elizabeth et à son mari Charles Robartes, 2e comte de Radnor. Lord Radnor agrandit les jardins à la française et creuse des étangs à poissons. A la mort d'Elizabeth en 1697, sans héritier, le domaine passe à Edmund Boulter, neveu de John Cutler. En 1710, il appartient à John Holles (1er duc de Newcastle), qui le laisse à sa fille, Lady Henrietta Cavendish Holles, à sa mort l'année suivante. Lors du mariage d'Henrietta, en 1713, il devient la possession de son mari Edward Harley (2e comte d'Oxford). En 1740, Edward vend Wimpole à Philip Yorke (1er comte de Hardwicke), afin de rembourser ses dettes. Les comtes de Hardwicke le conservent jusqu'à ce qu'il passe entre les mains de Thomas Agar-Robartes (6e vicomte Clifden), puis à son fils, Francis Agar-Robartes, 7e vicomte Clifden qui, en 1930, part pour Lanhydrock en Cornouailles au décès de son père.
Le 27 octobre 1843, la reine Victoria et le prince Albert visitent la demeure. Ils écoutent les discours des personnalités locales, dont le comte de Hardwicke, puis le dîner est servi à 26 personnes. Un bal a lieu le soir. Le 28 octobre 1843, la reine visite la ferme le matin avant de partir pour Londres.
En 1938, le capitaine George Bambridge et sa femme, Elsie, fille de Rudyard Kipling, l'achètent après en avoir été locataires depuis 1932,. Ils utilisent l'héritage que leur a laissé le père de celle-ci et les droits de ses livres pour la rénovation de la demeure et du terrain, qui en ont bien besoin. Pendant la guerre, par exemple, la maison n'a ni eau courante ni électricité. Pendant son séjour à Wimpole Hall, Elsie est connue pour être irritée par le public se rassemblant trop près de la maison pour des pique-niques, à tel point qu'elle est allée une fois dans la propriété d'un couple incriminé et a pique-niqué sur leur pelouse.
Au fil des siècles, de nombreux architectes notables y travaillent, notamment James Gibbs (entre 1713 et 1730), Henry Flitcroft (vers 1749), John Soane (années 1790) et Henry Edward Kendall (années 1840). Certains motifs décoratifs sont du peintre James Thornhill (1721).
Les bustes en marbre sculpté des empereurs romains Trajan et Galba sont rendus à Wimpole en 2014 et placés sur les socles en bois d'origine qui avaient été sculptés pour eux par Rattee et Kett vers 1860.

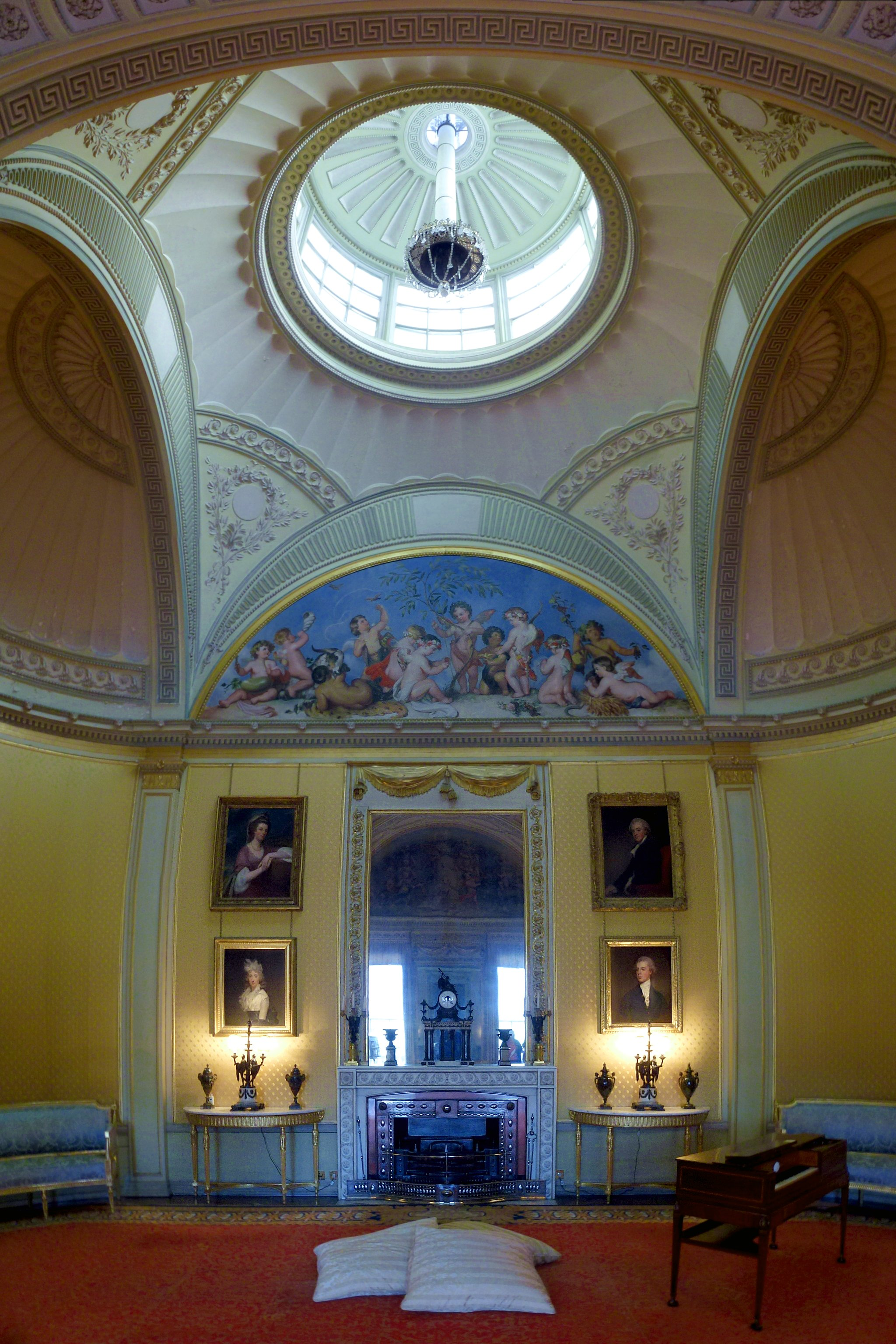
Salon jaune de Sir John Soane, 1793
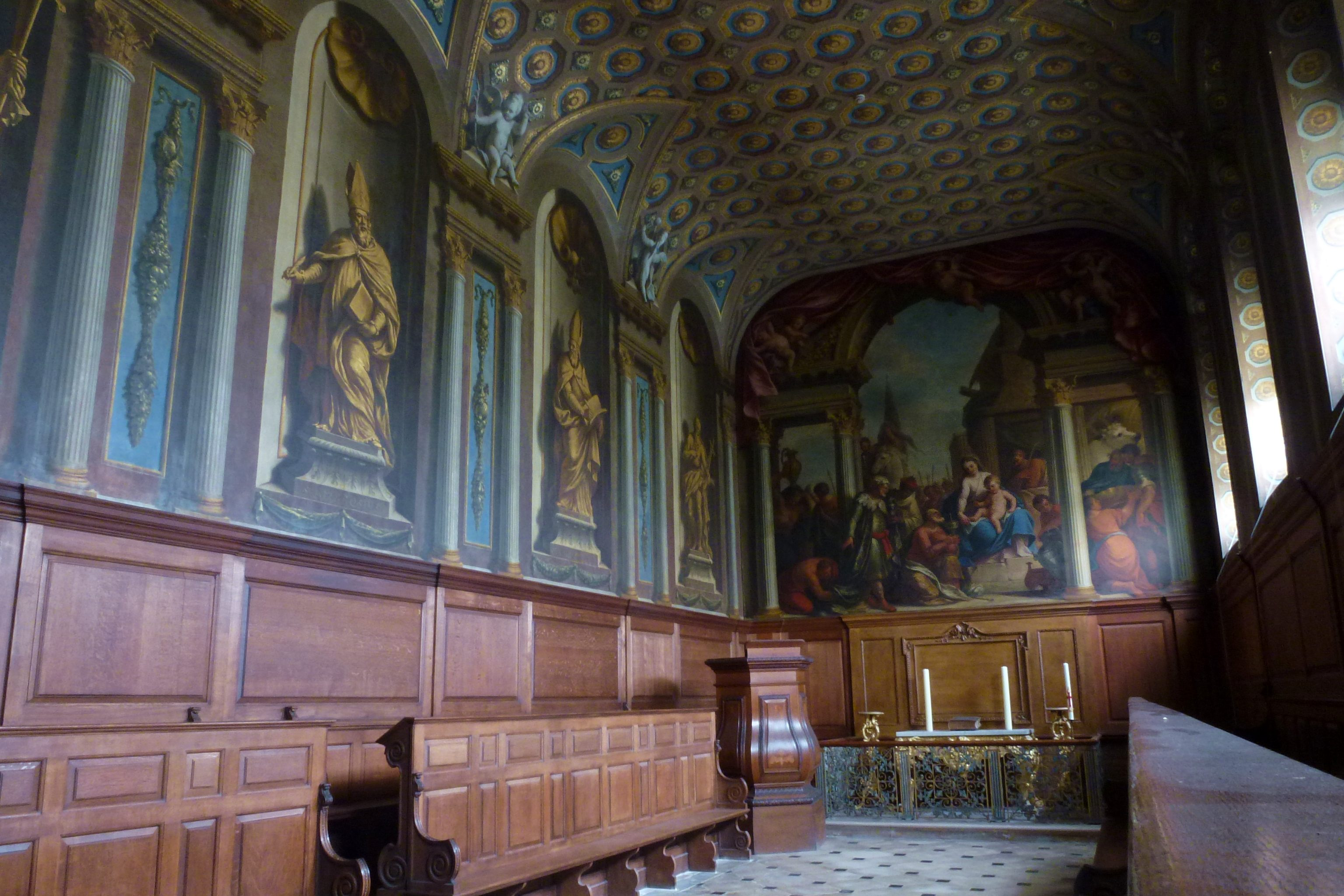
Chapelle de James Gibbs avec les peintures murales de Sir James Thornhill, 1724
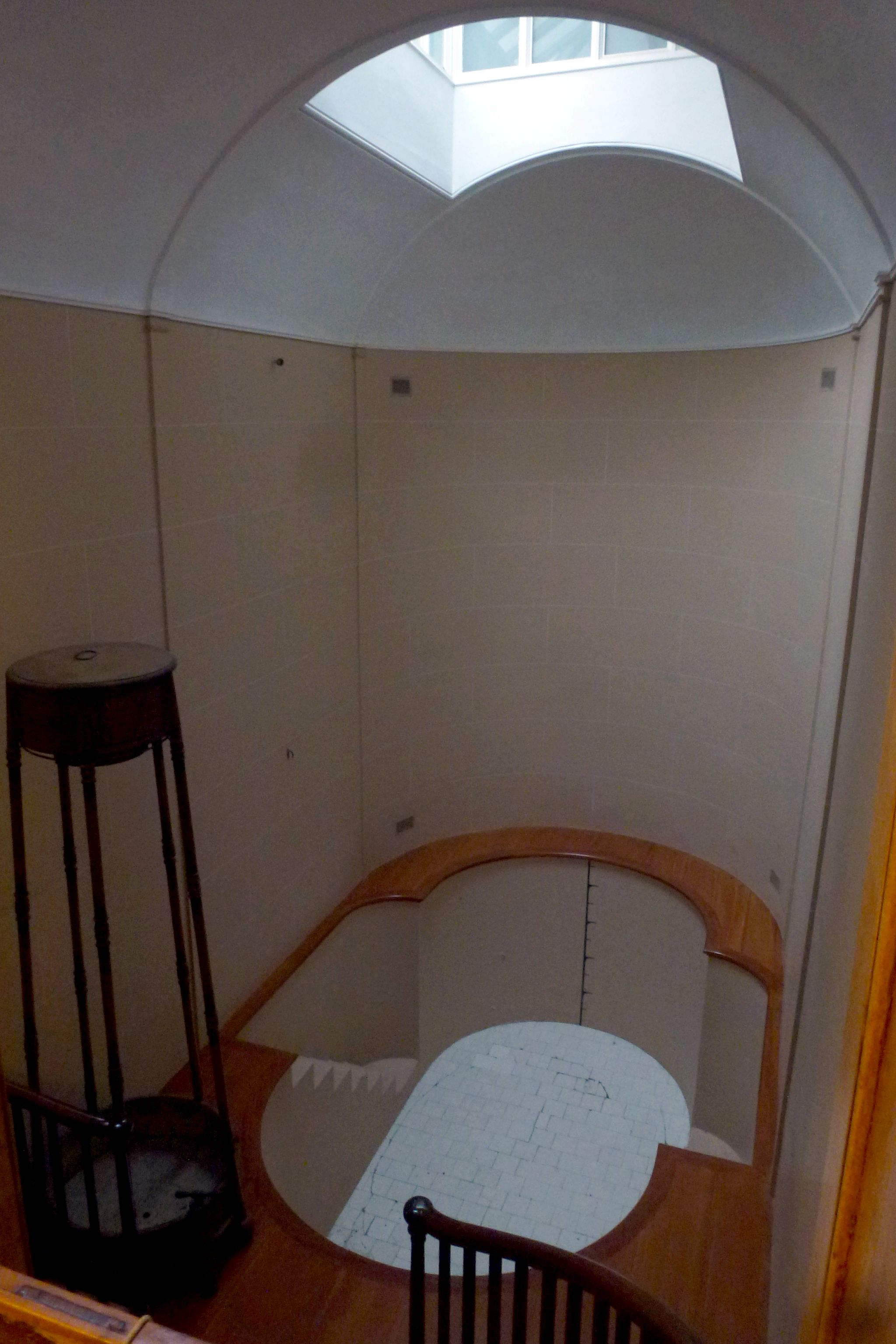
Baignoire de Sir John Soane, v. 1792

## Jardins
Les terrains de Wimpole Hall, clos en 1302, sont aménagés et modifiés par des paysagistes tels que George London et Henry Wise (1693 - 1705), Charles Bridgeman (années 1720), Robert Greening (années 1740), Capability Brown (1767) et Humphry Repton (1801 - 1809).
La grande avenue formelle de Bridgeman s'étire de la façade sud de la maison sur deux milles et demi, contrairement au reste du parc qui a été « naturalisé » par Capability Brown. Le North Park (parc nord) est particulièrement attrayant avec ses ceintures boisées, ses douces collines vallonnées avec des arbres individuels et des bosquets. Wimpole's Folly, une fausse tour gothique et fabrique de jardin de 1768, et les lacs restaurés dans la vallée en contrebas constituent l'élément central du North Park. On y trouve encore une enfilade d'étangs (1695-1767), l'église Saint-André (1749), une home farm (ferme ; 1792), un jardin clos (XVIIIe siècle), et une écurie (1851). Le « jardin hollandais » en contrebas du château a été créé en 1980, le reste du jardin étant conçu à partir d'un parterre du milieu du XIXe siècle.

## Bâtiments classés
Le Wimpole Park Estate contient un certain nombre de bâtiments et de structures classés. Wimpole Hall, bâtiment néo-classique, est classé Grade I et le domaine lui-même est classé Grade I sur le registre des parcs et jardins historiques. Les portes d'entrée et les piliers à l'entrée ouest du château sont classés Grade II et les écuries sont classées Grade II *.
Dans les jardins, un groupe de cinq vases et un groupe sculptural de Samson tuant une Philistine sont classés Grade II, tout comme les marches à l'ouest de la demeure, le mur et les balustrades au sud. En bordure des jardins ornementaux, les ha-has au nord-ouest et au nord sont tous deux classés Grade II. Le château de Wimpole's Folly sur le domaine est classé Grade II*.
Le jardin clos et la maison du jardinier sur le côté nord du jardin clos sont tous deux classés Grade II, tout comme le garde-manger au nord-est du château permettant de conserver le gibier.

## Évènements
Comme dans de nombreux autres domaines gérés par le National Trust, désormais des événements y sont organisés ainsi que des activités moins formelles. En 2013, un partenariat national entre la Fiducie et parkrun a conduit à la mise en place d'une course hebdomadaire chronométrée gratuite de 3.1 mi (5.0 km) autour du parc, avec plus de 200 participants chaque samedi matin[réf. nécessaire].
En décembre 2019, la ferme du National Trust a accueilli l'essai d'un robot, connu sous le nom de Tom, qui cartographie les mauvaises herbes avec une précision absolue. Après l'essai, Wimpole Estate a exprimé son intention d'utiliser le prototype alimenté par batterie pendant la saison de végétation.
En novembre 2020, une effraction a eu lieu ; douze objets, dont des vases et des bustes, ont été volés.

## Galerie

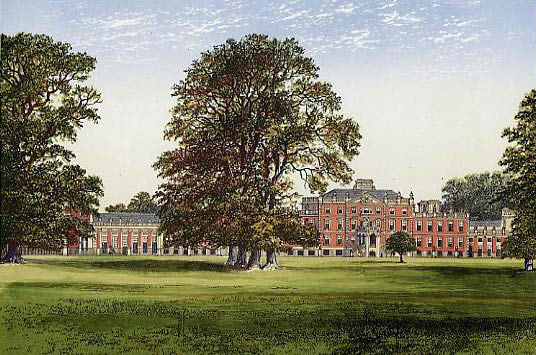
Wimpole Hall en 1880
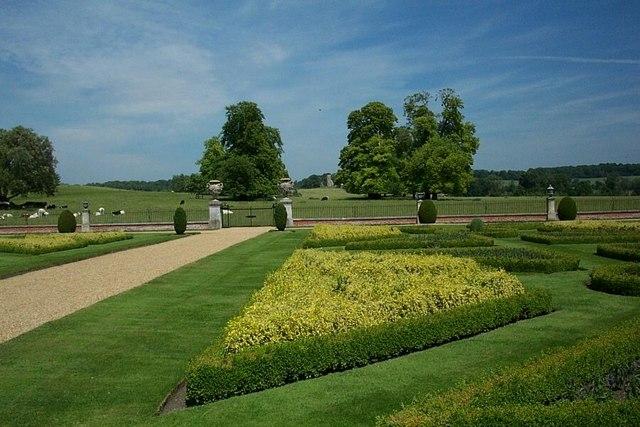
Parterre de la façade nord
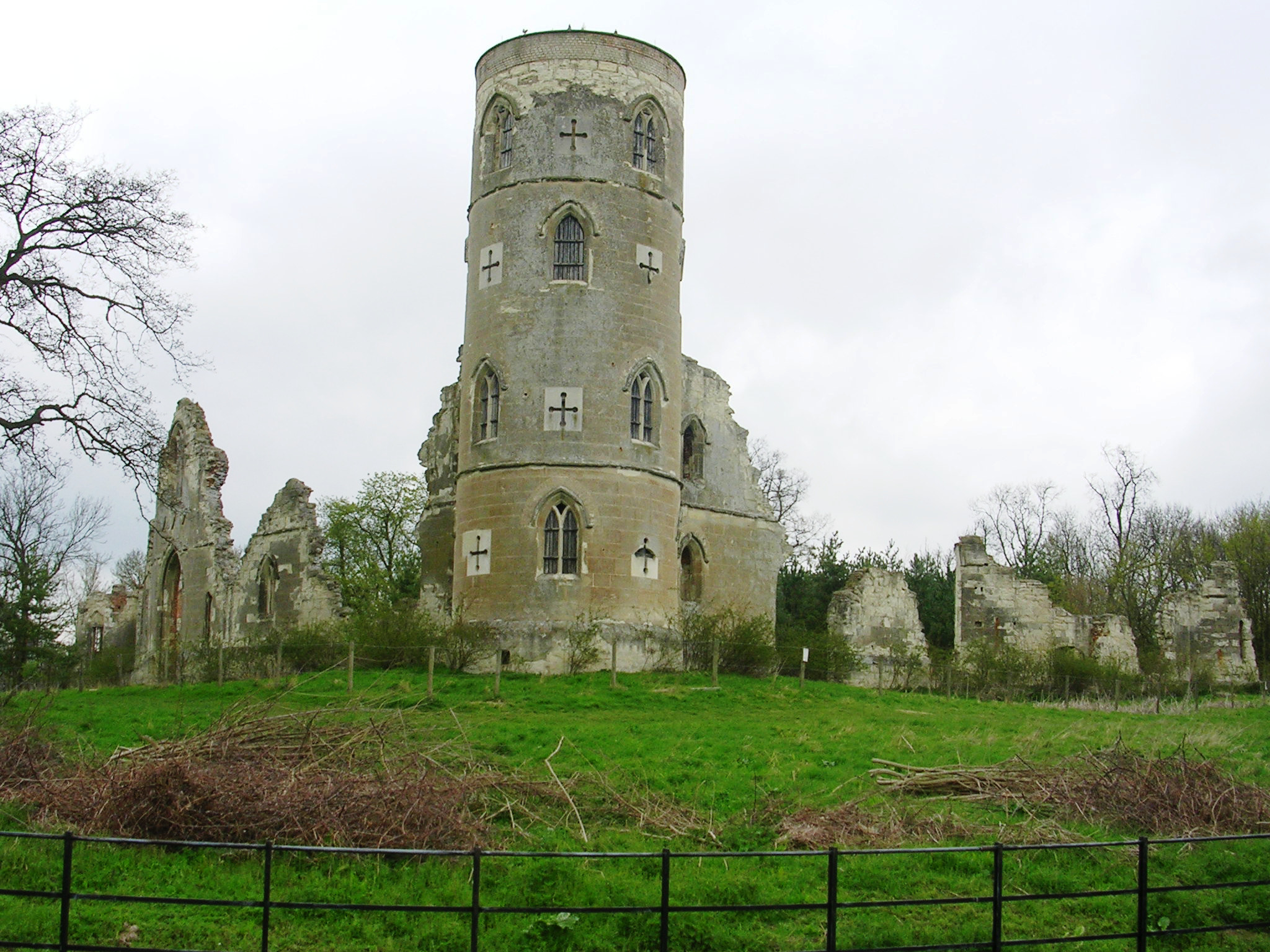
Wimpole's Folly, conçue en 1751 par Sanderson Miller
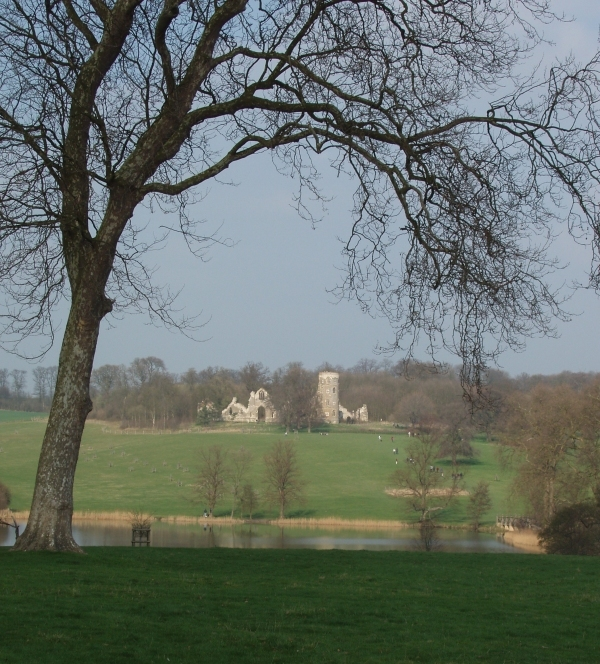
Le lac et Wimpole's Folly
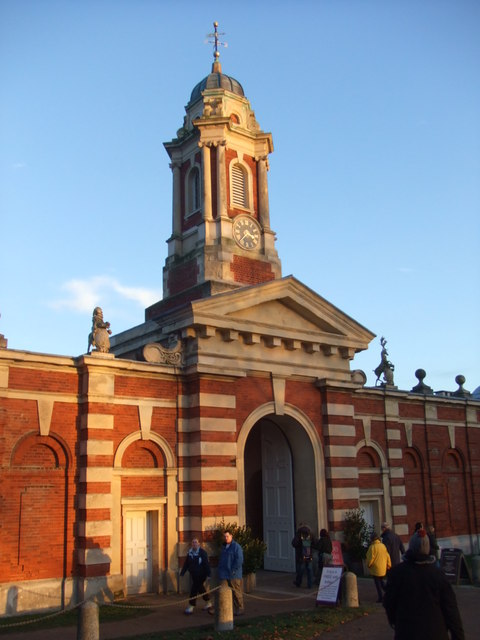
Ecuries conçues par Henry Edward Kendall, 1851
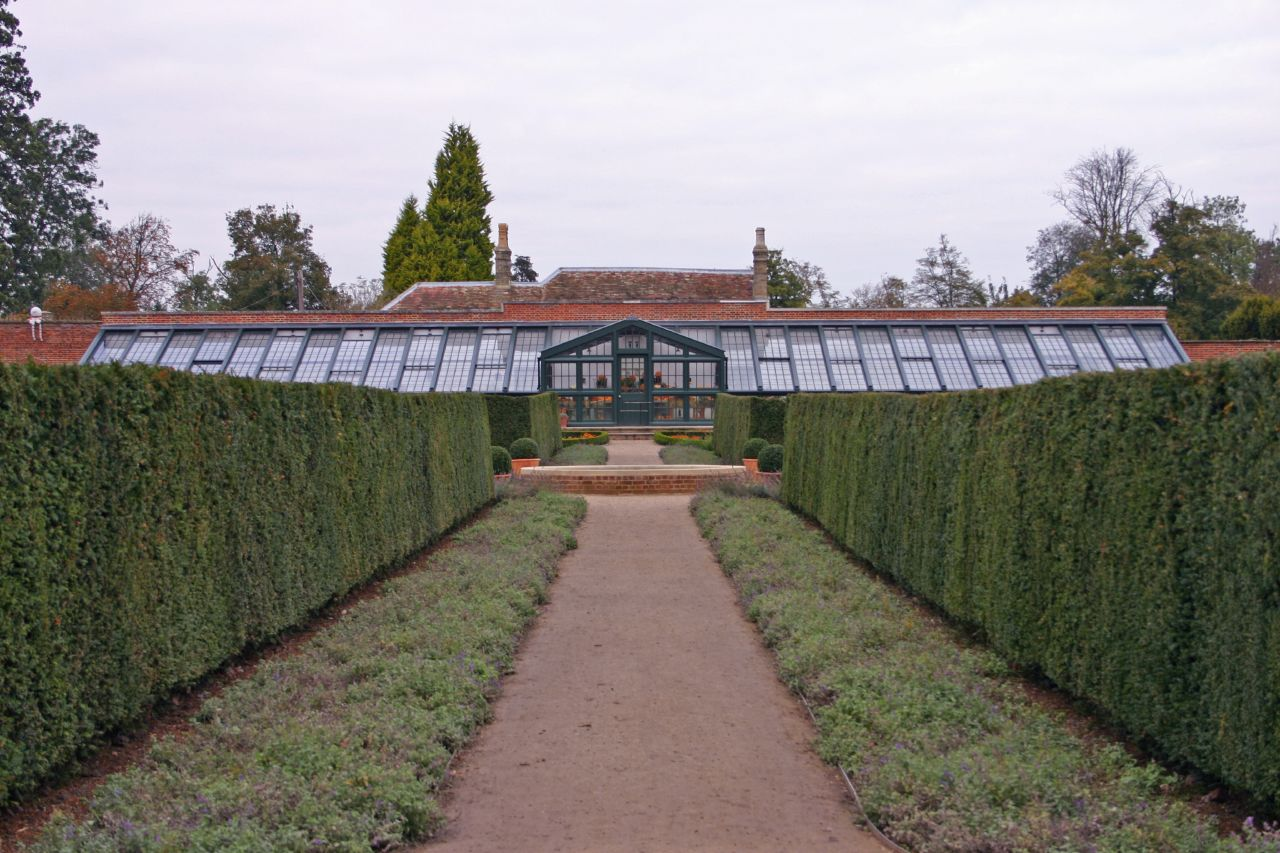
Serres dans le jardin potager
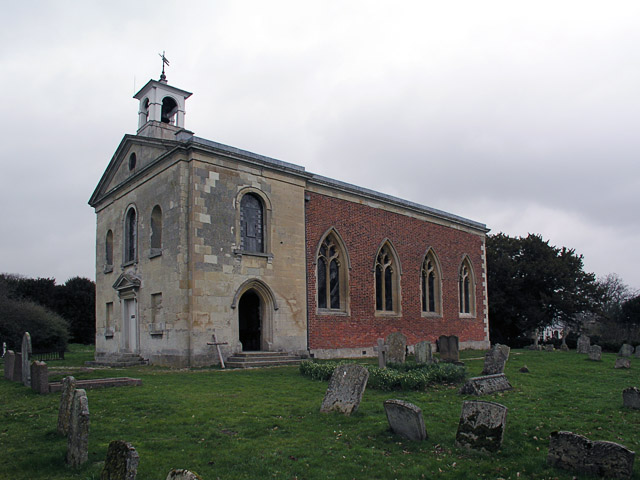
Église Saint-André
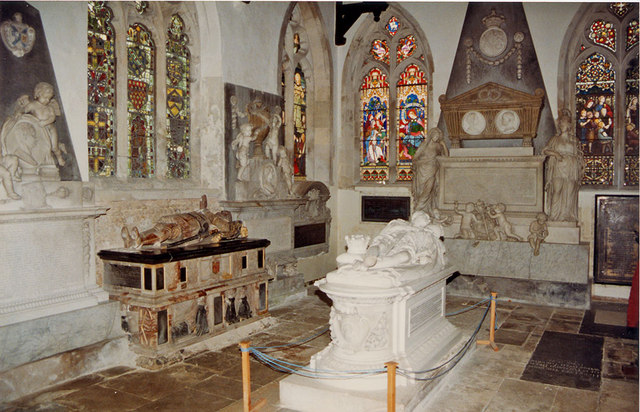
Monuments et tombes dans l'église Saint-André
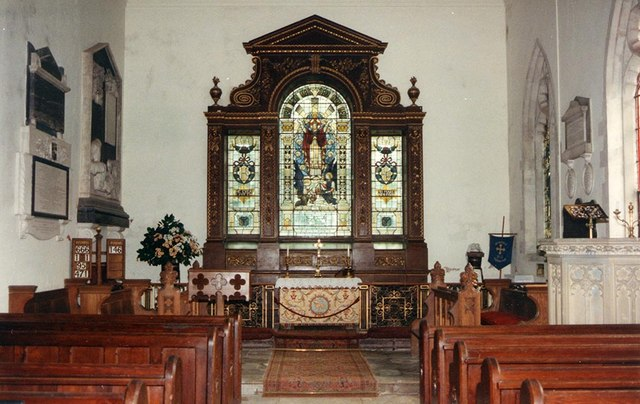
Chœur de St Andrew's Church